# Amphoe Wang Sai Phun
Amphoe Wang Sai Phun (Thai: อำเภอ วังทรายพูน) ist ein Landkreis (Amphoe – Verwaltungs-Distrikt) im Nordosten der Provinz Phichit. Die Provinz Phichit liegt im südlichen Teil der Nordregion von Thailand.

## Geographie
Benachbarte Landkreise (von Süden im Uhrzeigersinn): die Amphoe Taphan Hin, Mueang Phichit und Sak Lek der Provinz Phichit, sowie Noen Maprang der Provinz Phitsanulok.

## Geschichte
Wang Sai Phun wurde am 1. August 1975 zunächst als „Zweigkreis“ (King Amphoe) eingerichtet, indem die drei Tambon Wang Sai Phun, Nong Phra und Nong Pla Lai von Mueang Phichit abgespalten wurden.
Am 13. Juli 1981 erhielt Wang Sai Phun den vollen Amphoe-Status. Am 23. September 1993 wurde zusätzlich der Tambon Nong Plong aus Mueang Phichit eingegliedert.

## Verwaltung

### Provinzverwaltung
Der Landkreis Wang Sai Phun ist in vier Tambon („Unterbezirke“ oder „Gemeinden“) eingeteilt, die sich weiter in 57 Muban („Dörfer“) unterteilen.
| Nr. | Name          | Thai       | Muban | Einw. |
| --- | ------------- | ---------- | ----- | ----- |
| 01. | Wang Sai Phun | วังทรายพูน   | 14    | 8.694 |
| 02. | Nong Pla Lai  | หนองปลาไหล | 16    | 5.082 |
| 03. | Nong Phra     | หนองพระ    | 17    | 7.848 |
| 04. | Nong Plong    | หนองปล้อง   | 10    | 3.470 |

### Lokalverwaltung
Es gibt zwei Kommunen mit „Kleinstadt“-Status (Thesaban Tambon) im Landkreis:
- Wang Sai Phun (Thai: เทศบาลตำบลวังทรายพูน) bestehend aus den Teilen der Tambon Wang Sai Phun, Nong Phra.
- Nong Plong (Thai: เทศบาลตำบลหนองปล้อง) bestehend aus dem kompletten Tambon Nong Plong.

Außerdem gibt es drei „Tambon-Verwaltungsorganisationen“ (องค์การบริหารส่วนตำบล – Tambon Administrative Organizations, TAO)
- Wang Sai Phun (Thai: องค์การบริหารส่วนตำบลวังทรายพูน) bestehend aus Teilen des Tambon Wang Sai Phun.
- Nong Pla Lai (Thai: องค์การบริหารส่วนตำบลหนองปลาไหล) bestehend aus dem kompletten Tambon Nong Pla Lai.
- Nong Phra (Thai: องค์การบริหารส่วนตำบลหนองพระ) bestehend aus Teilen des Tambon Nong Phra.